# Dipterocarpus orbicularis
Dipterocarpus orbicularis là một loài thực vật có hoa trong họ Dầu. Loài này được Foxw. mô tả khoa học đầu tiên năm 1918.